# Одобеноцетопс
Одобеноцетопс (Odobenocetops) — викопний рід китів, що існував в епоху пліоцену. Він мав два бивні, причому в деяких особин один бивень був довший за другий.

## Опис

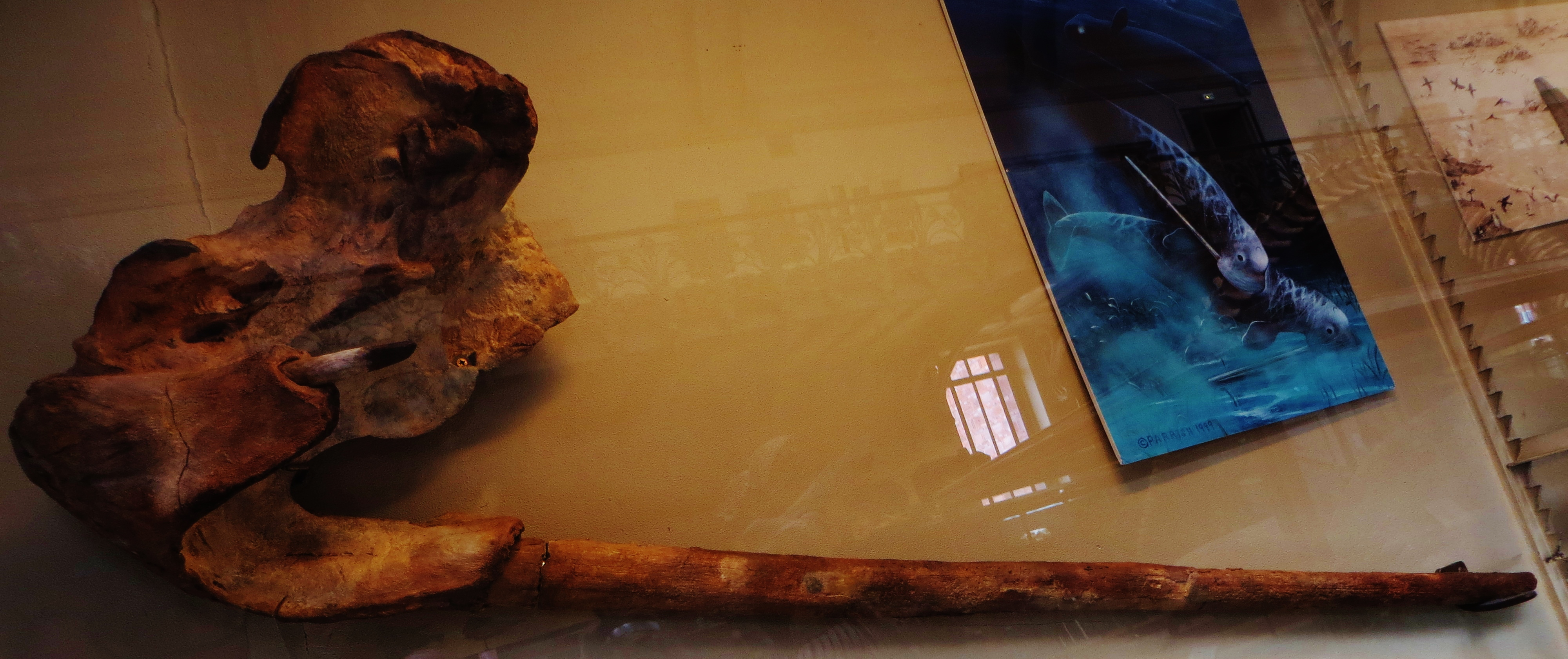
Череп самця O. Leptodon

Одобеноцетопс належав до надродини дельфіноподібних, але найближче споріднений з нарвалами, ніж з дельфінами, з бивнями, скерованими до задньої частини тіла. Мав довжину близько 2,1 м та важив від 150 до 650 кг. З будови його шиї видно, що він був дуже гнучким і міг повернути шию більш ніж на 90°. Це, в поєднанні із широкою мордою, схожою на морду моржа, свідчить про те, що він живився біля дна, шукаючи молюсків та висмоктуючи їх з панцира потужним язиком.

## Використання бивнів

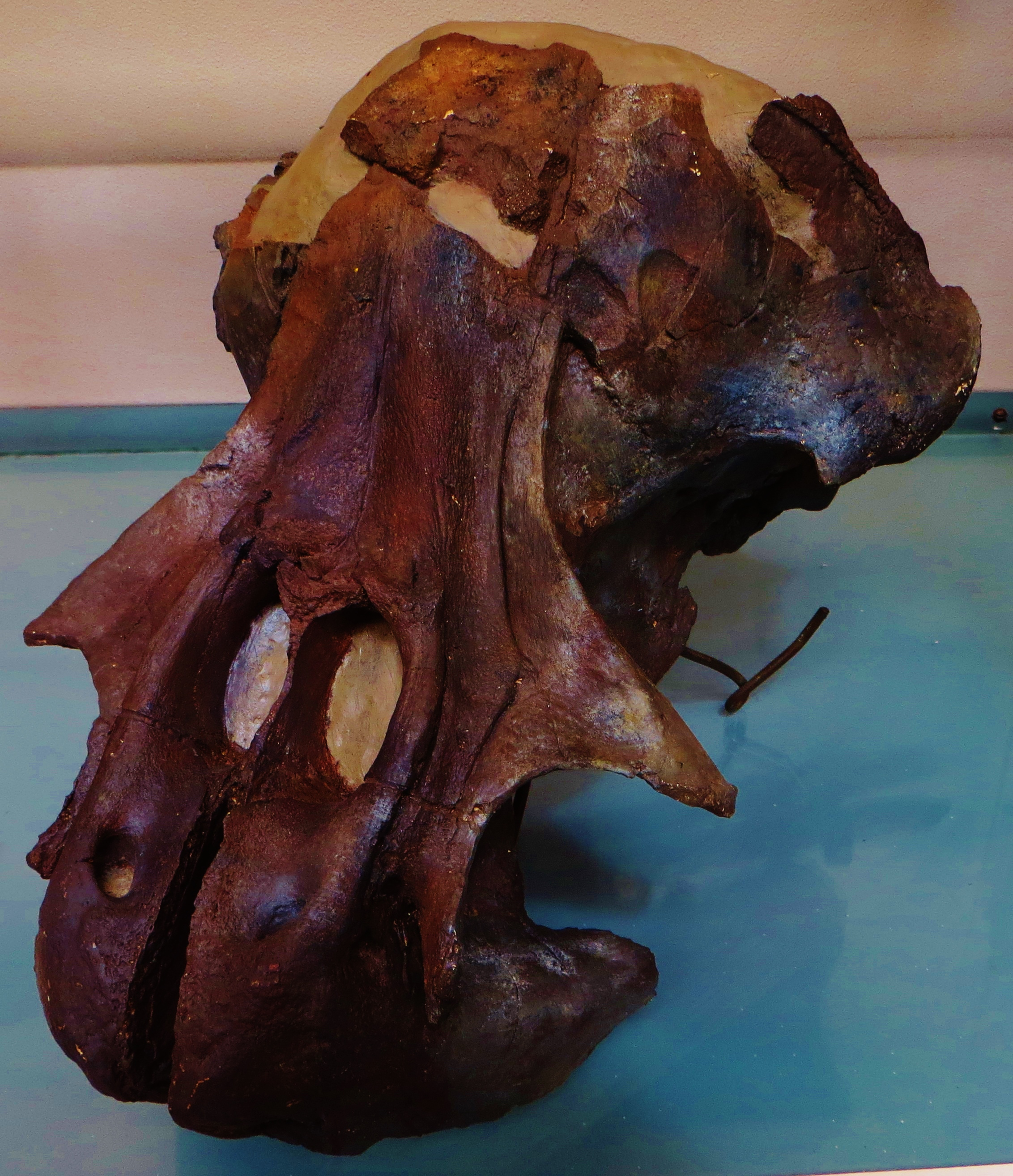
Череп самиці O. peruvianus

Можливо, найбільш несподіваним відкриттям стало те, що у самця виду O. leptodon один бивень був істотно довший за другий. Оскільки відомий лише один череп самця O. leptodon, не можна стверджувати, що так було в усіх самців цього виду. Будучи дуже крихким, бивень, імовірно, був розташований паралельно до тулуба. Він міг використовуватися для пошуку їжі як орган чуття, як бивні сучасних нарвалів. Навіть якщо вони тісно пов'язані з цими примітивними китами, ці бивні є результатом конвергентної еволюції.

## Література

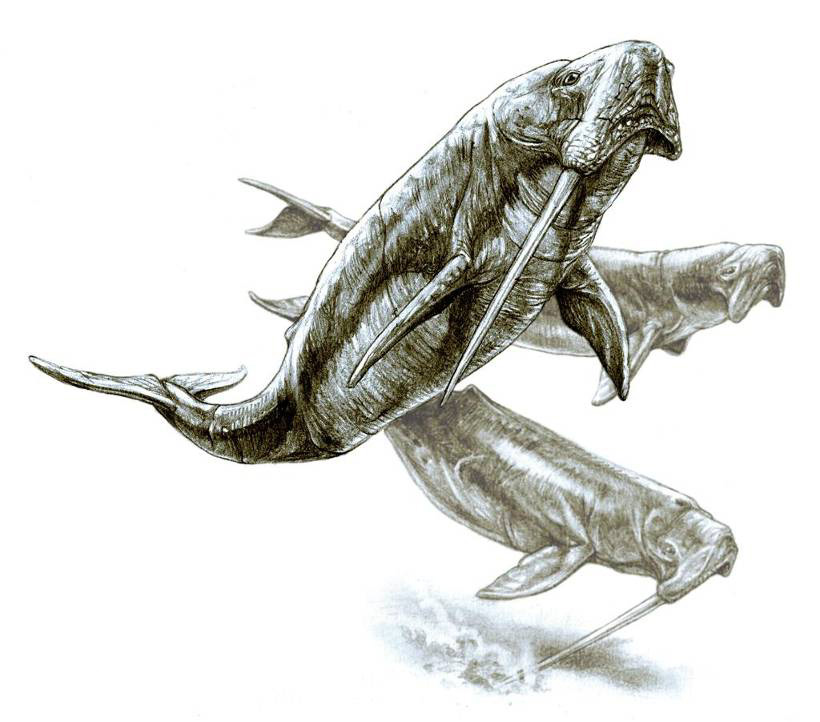
Три одобеноцетопси